# Pergam
Pergam (antgrč. Pérgamon, lat. Pergamum) je antički grad u severozapadnom delu Male Azije, nedaleko od današnje Bergame u Turskoj.
Za vreme helenizma bio je razvijeno utvrđeno središte Pergamske države. Sam grad bio je podeljen na donji grad s prodavnicama, srednji grad s gimnazijama i svetilištima, te gornji grad s Atininim hramom iz 3. veka pre Hrista. Najveći uspon Pergam je doživeo u doba vladavine kraljeva Atala I Sotera i Eumena II
Pergamska biblioteka (s oko 200.000 svitaka) ubrajala se, uz aleksandrijsku, u vodeće biblioteke helenističkog kulturnog sveta. Otkrili su je nemački arheolozi prilikom iskopavanja 1878.-1886. Pergament (pergamena), pisaći materijal dobiven preradom kože ovaca ili koza je dobio ime upravo prema gradu Pergamu. Naime, u 2. veku pre Hrista, zbog naraslih potreba novoosnovane kraljevske biblioteke i nakon što su egipatski vladari zabranili izvoz papirusa u taj grad, Pergam je bio primoran povećati proizvodnju pergamenta.
U 19. veku otkriven je i Zevsov žrtvenik u Pergamu, podignut 180. veku pre Hrista u slavu zajedničke pobede Pergama, Rimljana i Rodosa nad sirijskim vladarom Antiohom III (189.-182. pre Hrista). Celi hram je zapravo pobeda skulpture nad arhitekturom; građevina je podređena kiparskim ukrasima slobodnih skulptura dotad neviđene pokretljivosti i reljefa dramatičnih situacija borbe bogova i giganata, kao i prizorima iz života Telefa, legendarnog utemeljivača Pergama. Zevsov žrtvenik je danas rekonstruisan u Pergamskom muzeju u Berlinu.
U gradu se nalaze i ostaci rimskih zdanja kao što su pozorište, stadion i amfiteatar. Izvan grada je Asklepijevo svetilište.